# Prypnus
Prypnus är ett släkte av skalbaggar. Prypnus ingår i familjen vivlar.

## Dottertaxa tillPrypnus, i alfabetisk ordning[1]
- Prypnus angustus
- Prypnus calaniculatus
- Prypnus canaliculatus
- Prypnus cicatricosus
- Prypnus fallax
- Prypnus fausti
- Prypnus glaber
- Prypnus granicollis
- Prypnus porculus
- Prypnus pygmaea
- Prypnus pygmaeus
- Prypnus quinquenodosus
- Prypnus scutellaris
- Prypnus squalidus
- Prypnus squamosus
- Prypnus subtuberculatus
- Prypnus tenebricosus
- Prypnus tenebriosus
- Prypnus tibialis
- Prypnus trituberculatus